# Norma UNE 166001
La norma UNE 166001 estableix requisits relatius a la planificació, organització, execució i control de projectes d'R+D+i. Requereix, entre altres elements:
- Justificar de forma prèvia la necessitat i enfocament dels projectes a abordar.
- Documentar les activitats i resultats.
- Planificar i programar les activitats, recursos i calendaris dels projectes.
- Establir una estructura organitzativa del projecte i la definició de responsabilitats.
- Analitzar els riscos del projecte i planificar la seva gestió.
- Pressupostar els costos del projecte.
- Realitzar el seguiment de les activitats i resultats.
- Disposar d'un pla d'explotació dels resultats.